# Lipodesmus sublaevis
Lipodesmus sublaevis är en mångfotingart som beskrevs av Cook 1896. Lipodesmus sublaevis ingår i släktet Lipodesmus och familjen Chelodesmidae. Inga underarter finns listade i Catalogue of Life.